# Sistema Brasileiro de Televisão

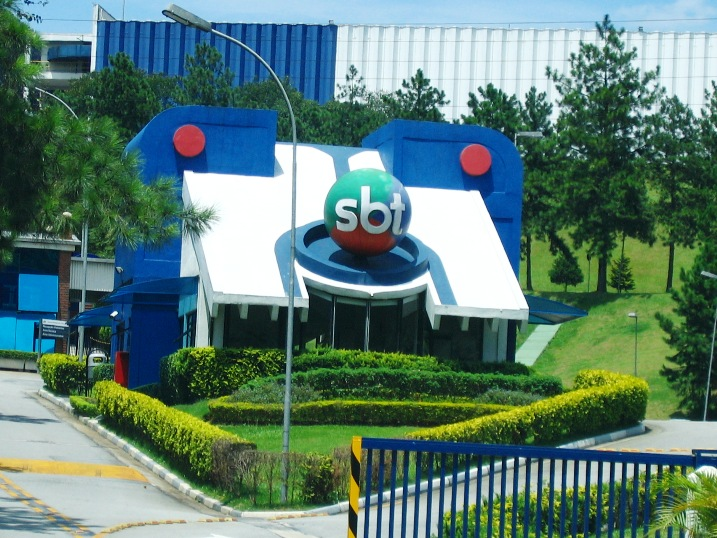
Sitz des Senders

Sistema Brasileiro de Televisão (SBT) ist ein brasilianischer Fernsehsender. Er wurde im Jahr 1981 von Silvio Santos gegründet. Der Hauptsitz befindet sich in Osasco, São Paulo. Der Sender ist hinter Rede Globo der zweitmeistgesehene in Brasilien. Inhaltlich dominieren Unterhaltungsprogramme, insbesondere eigen produzierte Shows und Telenovelas. Zudem produziert SBT täglich drei Nachrichtensendungen. Aus dem Bereich der Sportübertragung, die in Brasilien traditionell viel Aufmerksamkeit erzeugen, hält sich SBT weitestgehend heraus.